# Лост-Сіті (метеорит)
Лост-Сіті' (англ. Lost City) — кам'янистий метеорит, що відноситься до олівін-бронзитових хондритів групи H5, впав 3 січня 1970 року поблизу міста Лост-Сіті, штат Оклахома, США. Проліт метеорита Лост-Сіті був першим прольотом боліді в Сполучених Штатах, зафіксованим камерами Прерійної метеоритної мережі. На місці падіння знайдено чотири уламки метеорита загальною масою 17 кг. Найбільший екземпляр важив 9,8 кг.

## Спостереження падіння боліда
3 січня 1970 року чотири станції Прерійної метеоритної мережі (Hominy OK, Woodward OK, Pleasanton KS і Garden City KS) одночасно сфотографували трек боліда. Болід було видно приблизно дев'ять секунд. Він також супроводжувався звуковим ударом. Аналіз фотографій показав, що метеорит міг приземлитися в районі на схід від міста Лост-Сіті. Це був перший випадок у США, коли було отримано одночасні фотографії боліда з кількох точок спостереження, що дозволило розрахувати траєкторію та визначити зону пошуку на землі.

## Пошук метеоритів
Через шість днів Ґюнтер Шварц, польовий менеджер Прерійної метеоритної мережі, пішов до школи Лост-Сіті, щоб розпитати, чи хтось бачив або чув щось про падіння метеорита. Технік та водій автобуса на ім'я Ісаак Гіффорд розповів вченому, що бачив болід, коли полював на єнота. Гіффорд відвів Шварца на місце, де він полював, і показав, де він бачив болід. Пішовши в цьому напрямку, Гіффорд і Шварц незабаром виявили метеорит. Шварц так описував свої враження від знахідки: «Раптом на дорозі виявився чорний камінь, і я поцікавився, що він там робить, і пішов подивитися на нього. А потім у вас трапляється істерика. Тільки подумайте про те, наскільки мізерні шанси знайти його там. Фантастика».
Три додаткові менші уламки метеорита були знайдені пізніше, — 17 січня фрагмент вагою 272 грамів, 2 лютого вагою 6,6 кілограми, і 4 травня вагою 640 грамів, — всі в межах півмилі від Лост-Сіті. Метеорит міста виявився хондритом типу H5.

## Реконструкція орбіти метеороїда
Фотографії Прерійної метеоритної мережі дозволили реконструювати орбіту метеорита, дійшовши висновку, що він прийшов з головного поясу астероїдів.

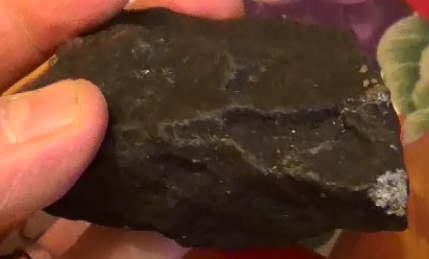
Уламок вагою 272 г, виявлений 17 січня 1970 року фермером на пасовищі
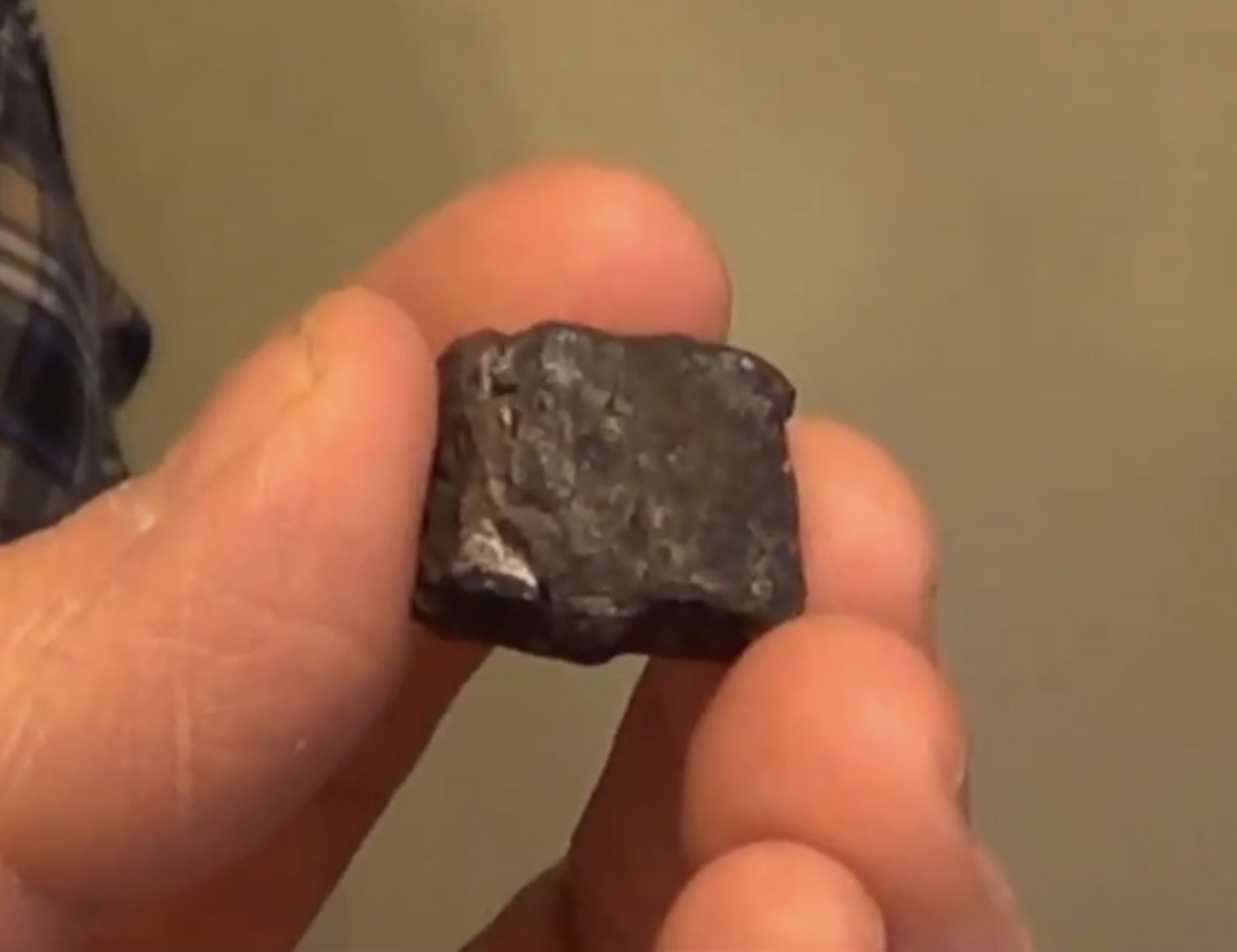
Той самий фермер знайшов менший уламок на даху свого будинку
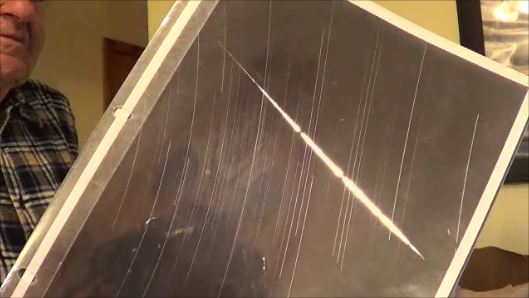
Фермер (ліворуч) нагороджений копією фотографії боліда з камер Прерійної метеоритної мережі